# Ljusbent hornero
Ljusbent hornero (Furnarius leucopus) är en fågel i familjen ugnfåglar inom ordningen tättingar.

## Utseende och läte
Ljusbent hornero är en traststor knubbig fågel. Den är varmt roströd ovan och ljust gulbrun under, med vitare strupe och ett vit ögonbrynsstreck. Ögat är mörkt rödbrunt. Sången består av en utdragen och ljudlig fallande serie med grova tjippande ljud.

## Utbredning och systematik
Fågeln delas in i fyra underarter:
- Furnarius leucopus leucopus – sydvästra Guyana och norra Brasilien
- Furnarius leucopus tricolor – östra Peru, västra Brasilien och norra Bolivia
- Furnarius leucopus araguaiae – sydcentrala Brasilien
- Furnarius leucopus assimilis – östra och södra Brasilien samt sydöstra Bolivia

Tidigare behandlades karibhornero (Furnarius longirostris) och tumbeshornero (Furnarius cinnamomeus) som underarter till ljusbent hornero.

## Levnadssätt
Ljusbent hornero hittas i öppna miljöer, framför allt nära vatten. Den är speciellt förtjust i flodnära skogslandskap, men kan också ses kring bebyggelse, på hyggen och utmed vägkanter. Den påträffas ofta spatserande på marken, men kan också sitta relativt högt under sången. Fågeln bygger ett imponerande stort kupolformat bo av lera.

## Status och hot
Arten har ett stort utbredningsområde och tros öka i antal. Internationella naturvårdsunionen IUCN listar den därför som livskraftig (LC).

## Bilder

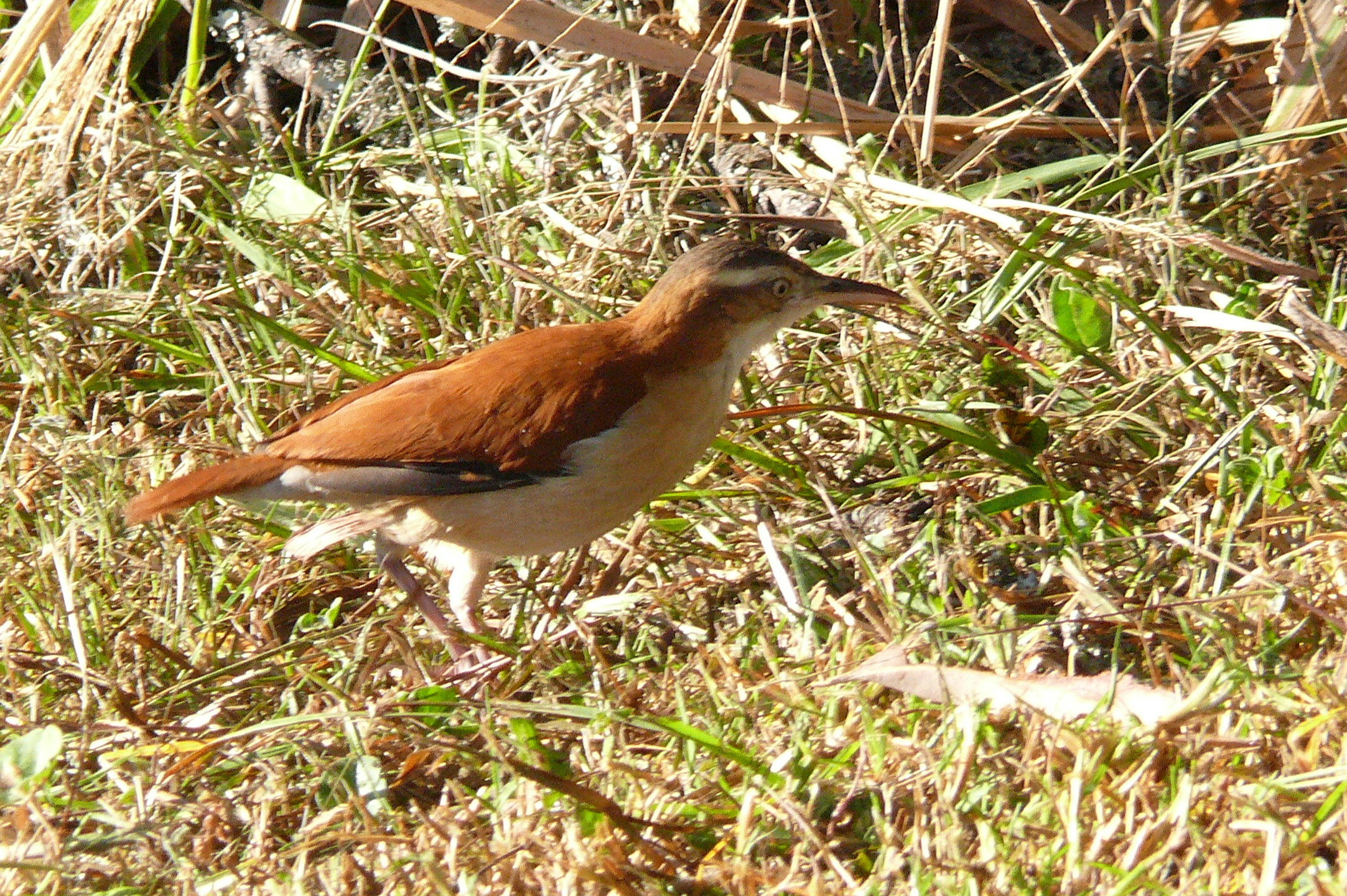
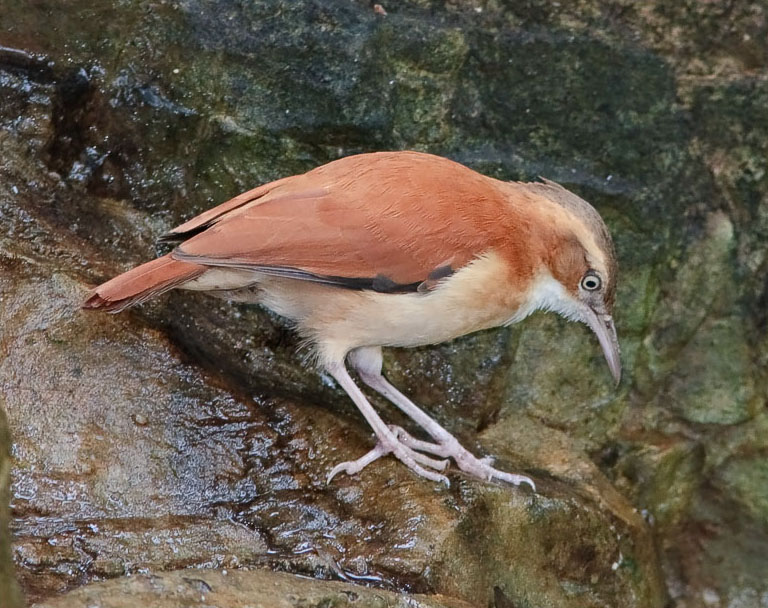